# Bisdom Győr
Het bisdom Győr (Latijn: Dioecesis Iaurinensis; Hongaars: Győri egyházmegye; Duits: Bistum Raab) is een in Hongarije gelegen rooms-katholiek bisdom met zetel in Győr. Het bisdom behoort tot de kerkprovincie Esztergom-Boedapest en is samen met het Bisdom Székesfehérvár suffragaan aan het aartsbisdom Esztergom-Boedapest.
Het bisdom werd opgericht in 1009 door Stefanus I. Van 1450 tot 1733 hat de bisschop van Győr de status van comes perpetuus supremus wat betekende dat hij de leiding had over het voormalige comitaat Győr. Van 1594 tot 1598 behoorde het gebied tot het Ottomaanse Rijk. In 1777 moest het bisdom een groot deel van haar grondgebied afstaan aan het nieuw opgerichte bisdom Szombathely. Op 18 mei 1922 werden een aantal parochies ondergebracht in de nieuw ontstane apostolische administratie Burgenland.

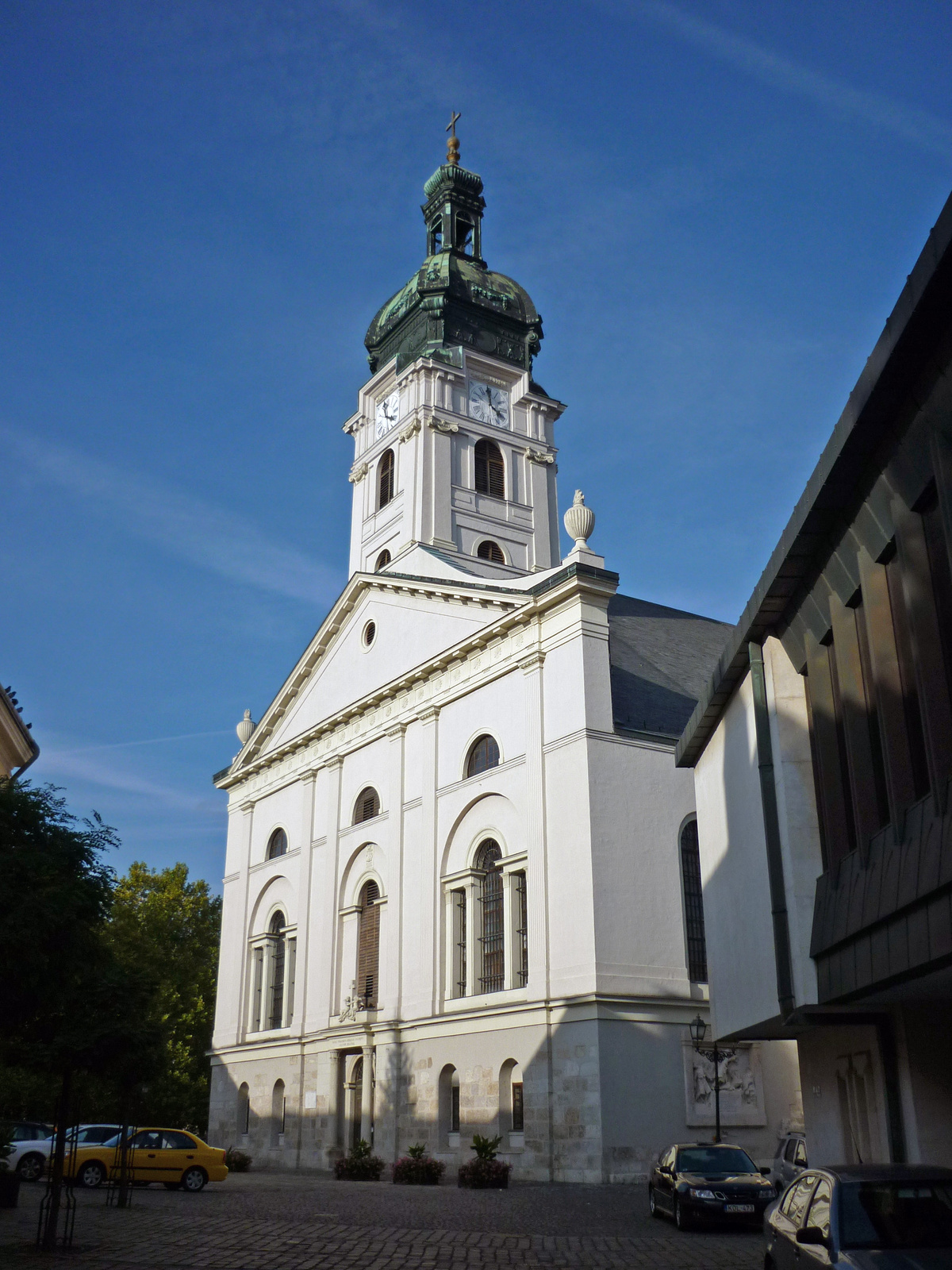
Kathedrale basiliek van Győr
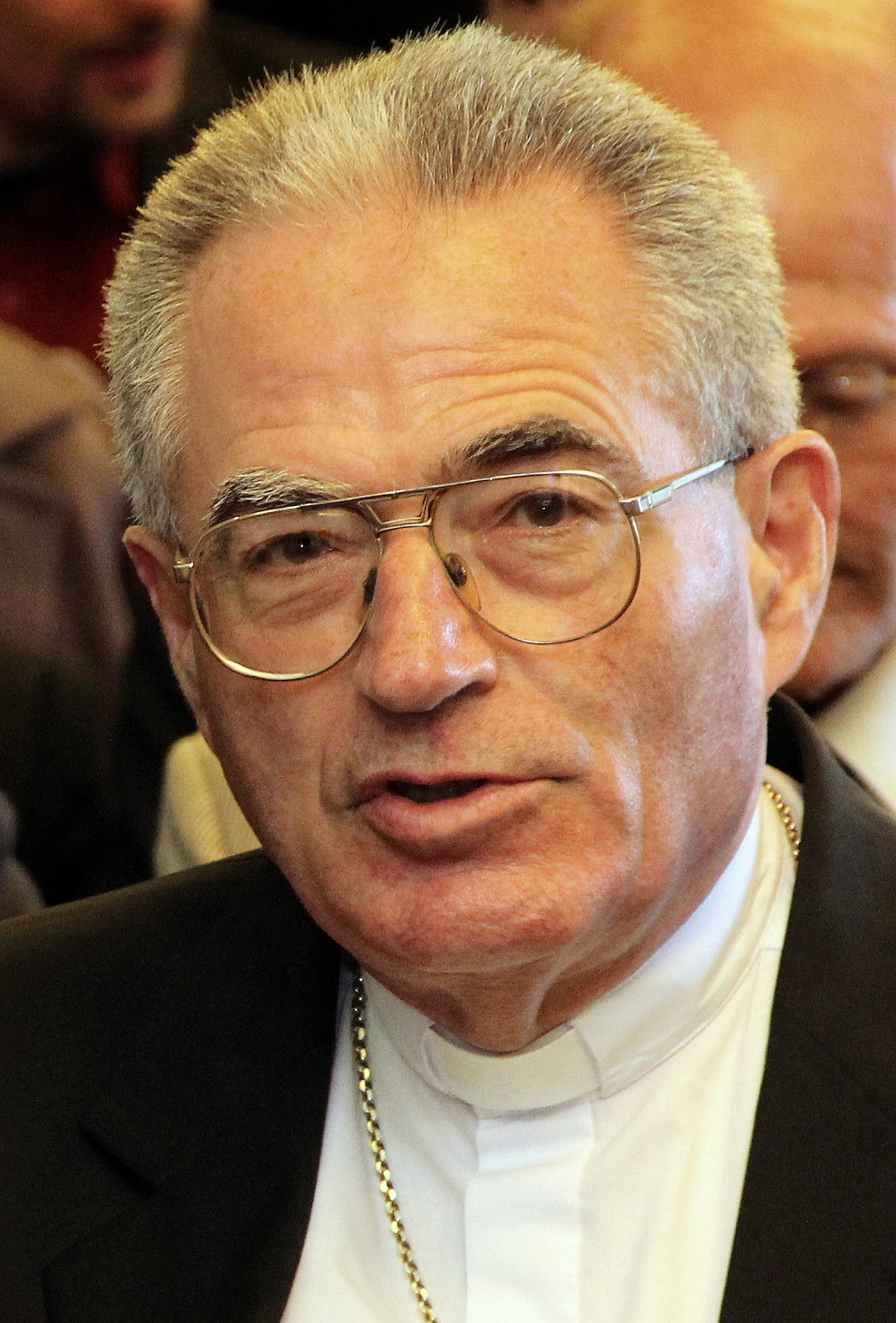
Bisschop Lajos Pápai